# Universeum
Universeum是瑞典哥德堡的一座科學中心、動物園暨水族館，於2001年開幕。它位於哥德堡的活動大道，靠近庫石街，鄰近斯堪的納維亞體育館、瑞典哥德堡展覽及會議中心等知名景點。
館內分為九大區域，每區設有實驗工作坊，部分展區展示爬行動物、魚類、昆蟲等動物。此外，這裏偶爾為瑞典中學生提供與諾貝爾獎得主及教授進行辯論的寶貴機會。

## 展館
Universeum設以下9個展館：
- 「太空之旅」（Rymdresan） - 關於太空和太空飛行的展覽。
- 「數學天地」（Mathrix） - 聚焦數學的展覽。
- 「視覺實驗室」（Vislab） - 關於視覺化和可持續發展的互動展覽。
- 「荒野」（Vildmarken） - 展示瑞典從北到南與水相關的動物和自然環境。
- 「海洋區」（Akvariehallen） - 展示瑞典及外來的海洋物種，如鯊魚、鰩魚和珊瑚礁等魚類。
- 「人類」（Humans） - 關於身體與心智的互動展覽。
- 「雨林」（Regnskogen） - 熱帶動物在自然環境中的展示。
- 「爬蟲館」（Reptilariet） - 展出各種毒蛇和蜥蜴。
- 「智慧穹頂」（Wisdome） - 視覺化穹頂展區。

Universeum飼養了許多陸地動物，其中包括：多種節尾猴、白耳絹猴、雙色鴷、雙色塔馬林猴、凱門鱷、紅鸛、多種熱帶小型鳥類、樹懶、烏龜、瑞典所有的爬行動物和兩棲動物，以及眾多外來蛇類和蜥蜴。

## 外部連結
- 官方網站